# Triumph-Adler
Die TA Triumph-Adler GmbH (vormals TA Triumph-Adler AG) ist ein deutsches Unternehmen mit Sitz in Nürnberg, das sich von einem Bürogerätehersteller zu einem Anbieter von Dienstleistungen im Bereich Managed Document Services (MDS) gewandelt hat. Das Unternehmen gehört mittlerweile dem Kyocera-Konzern an und ist international an sechzig Standorten vertreten.
Zur Gruppe gehören der Finanzdienstleister TA Leasing GmbH, die Gesellschaften UTAX GmbH (Distribution Fachhandel), UTAX, TA Professional Service GmbH (technischer Support und Service) und I.T.S.T. GmbH (Schulung und Training).

## Geschichte
Der Konzern wurde 1896 von Siegfried Bettmann als Deutsche Triumph Fahrradwerke AG in Nürnberg als Tochterunternehmen der Triumph Cycle Company, Coventry gegründet.
Bis zum Jahr 1909 produzierte die Deutsche Triumph Fahrradwerke Aktiengesellschaft ausschließlich Fahrräder, kurzzeitig auch Motorräder. Im selben Jahr stieg Triumph über den Kauf einer Konkursmasse in das Schreibmaschinengeschäft ein.
1911 folgte die Umbenennung in Triumph Werke Nürnberg AG und zwei Jahre später die Abspaltung vom englischen Mutterkonzern. Bis in die 1950er Jahre stellte Triumph hauptsächlich Schreibmaschinen, Fahrräder, Motorräder und sogar Automobile, zwischenzeitlich auch Schub- und Handkarren, her.
Im Jahr 1957 kaufte Max Grundig das Aktienkapital der Triumph-Werke sowie eine Beteiligung an den Adlerwerken. 1958 schloss Grundig beide Firmen sowie den Diktiergeräte-Bereich (Grundig-Stenorette) seiner Grundig-Tonbandgerätewerke zur Firma Triumph-Adler-Büromaschinen-Vertriebs-GmbH zusammen und produzierte/vertrieb fortan unter diesem Firmennamen nur noch Büromaschinen. Die Büroschreibmaschinen wurden fortan mit Steuertasten und Anschluss für die Stenorette versehen und so zu einem System integriert. 1968 lag Triumph-Adler als Büromaschinenhersteller weltweit auf Platz 5. Als Grundig Ende der 1960er in das Farbfernsehgeschäft einstieg, wurde Triumph-Adler an den Litton-Konzern in den USA verkauft, kam aber 1979 zurück nach Deutschland in den Volkswagenkonzern, der zuvor 1978 vergeblich versucht hatte, bei Nixdorf eine Mehrheitsbeteiligung zu erlangen. 1980 erwarb Triumph-Adler die Mehrheit an der Pertec Computer Corporation, die 1977 die Firma MITS übernommen hatte, die als Konstrukteurin des ersten Personal Computers angesehen wird. Damit baute TA seine strategische Position mit der Marke Alphatronic im immer heißer umkämpften Computer-Geschäft weiter aus.

Aktie über 50 DM der TA Triumph-Adler AG vom Dezember 1994

1985 erfolgte eine erneute Umfirmierung zu TA Triumph-Adler AG. 1986 wurde TA dann durch den italienischen Büromaschinenhersteller Olivetti, einem direkten Mitbewerber, übernommen.
In Folge wurden die Aktivitäten in den Bereichen Produktion und Entwicklung weitgehend eingestellt und die Betriebsstätten, darunter im Jahr 1993 die traditionsreichen Frankfurter Adlerwerke, verkauft. Der Vertrieb wurde in eine separate GmbH ausgelagert.
1994 erwarb ein Aktionärskonsortium die TA AG und baute sie in eine Mittelstandsholding um, die nun die Sparten Office, Spiel und Freizeit, Bautechnik und Gesundheit umfasste.
1996 feierte das Unternehmen das 100-jährige Jubiläum seines Bestehens. Im selben Jahr gründet die Gesellschaft die Stiftung „Kinder in Not“. Im Jahr 1999 erwarb TA den Norderstedter Bürotechnikvertrieb UTAX GmbH.
2003 kam das Unternehmen mit Kyocera Mita (heute Kyocera Document Solutions), einem japanischen Hersteller von Kopier-, Druck- und Faxsystemen, ins Geschäft. Mit Kyocera-Mita bestand eine strategische Partnerschaft, wodurch TA auch die Drucker und Kopierer von Kyocera-Mita vertrieb (unter anderen Typenbezeichnungen und mit anderen Treiberversionen).
Im Oktober 2003 kaufte der bis dahin größte Distributor für TA-Schreibmaschinen, die Bandermann GmbH mit Sitz in Kaarst, die Produktsparten Schreibmaschinen, Tisch- und Taschenrechner, sowie Lasertoner von der TA AG und setzte die Produktion und den Vertrieb dieser Produkte fort. Ende 2007 arbeiteten im Unternehmen 1365 Mitarbeiter, davon 150 Auszubildende.
Am 10. Dezember 2008 übernahm Kyocera Mita die Mehrheit an der Triumph-Adler AG und am 13. Oktober 2010 die restlichen Anteile. Im Frühjahr 2011 wurde die Triumph-Adler AG in eine GmbH umgewandelt. Damit gehört die heutige Triumph-Adler GmbH zu 100 % zu Kyocera Document Solutions.

## Computersysteme (proprietär / CP/M / Unixoide)

### Alphatronic P1/P2
- Vorstellung 1980
- Intel 8085 CPU
- 48 kB RAM, erweiterbar auf bis zu 64 kB
- Betriebssystem MOS (Micro Operating System), optional mit einem modifizierten CP/M in der Version 2.2 erhältlich
- 80×24-Zeichen-Textmode
- Tastatur mit abgesetztem Ziffernblock
- ein (P1) bzw. zwei (P2) 5¼-Zoll-Diskettenlaufwerke mit je 160 kB (optional Laufwerke mit 785 kB erhältlich)
- optionale Festplatte mit 5 MB (montiert in einem der 5¼ Zoll Einbauschächte für Diskettenlaufwerke)
- V24/RS232 und IEEE-488-Schnittstellen
- Preis: 5008 Euro (Frankreich 1981)

### Alphatronic P3/P4
- Vorstellung 1982
- Intel 8085 CPU
- 64 kB RAM
- 2 kB VRAM
- 6 kB ROM
- Betriebssystem MOS (Micro Operating System), optional mit einem modifizierten CP/M in der Version 2.2 erhältlich
- 12-Zoll-Monochrom-Monitor (grün)
- 80×24-Zeichen-Textmode (monochrome)
- Tastatur mit abgesetztem Ziffernblock
- zwei 5¼-Zoll-Diskettenlaufwerke mit je 785 kB (P3), bzw. ein 5¼-Zoll-Diskettenlaufwerk und eine Festplatte mit 5 MB (P4)
- V24/RS232 und IEEE-488-Schnittstellen

### Alphatronic P30/P40
Der P30/P40 ist weitgehend identisch mit dem Vorgängermodellen P3/P4. Der Unterschied besteht hauptsächlich in einer zusätzlichen Platine mit einem 16-Bit-Prozessor, der das Ausführen von dafür entwickelter Software unter CP/M ermöglicht. Dazu musste der Rechner zunächst mit MOS gestartet werden. Von dort konnte dann durch Starten von CP/M in den 16-Bit-Modus umgeschaltet werden.
- Vorstellung 1984
- Hybridrechner mit zwei Prozessoren: 8085 (8 Bit, 3 MHz) und 8088 (16 Bit, 5 MHz)
- 128 kB RAM (P30) bzw. 256 kB RAM (P40), aufrüstbar bis zu 512 kB
- 6 kB ROM
- Betriebssystem MOS und CP/M
- 12-Zoll-Monochrom-Monitor (grün)
- 80×24-Zeichen-Textmode (monochrom)
- optionale Grafikkarte mit 640 × 288 Pixel und 8 Farben
- Tastatur mit abgesetztem Ziffernblock
- zwei 5¼-Zoll-Diskettenlaufwerke mit je 875 kB (P30), bzw. ein 5¼-Zoll-Diskettenlaufwerk und eine Festplatte mit 12 MB (P40)
- V24/RS232 und IEEE-488-Schnittstellen
- Preis: 5269 Euro (P30, Frankreich 1984)

### TA 1540
Baugleich mit Alphatronic P40

### MSX 3200 Modellreihe
Erhältlich ab März 1988
- MSX 3200 (68000-Prozessor, 35 Benutzer, 400 MB Plattenplatz (Winchester), 4 MB Arbeitsspeicher)
- MSX 3220 (68020-Prozessor, TANIX V)
- MSX 3230 (68020-Prozessor, TANIX V)
- MSX 3240 (68020-Prozessor, TANIX V)

## Computersysteme (IBM-kompatibel)

### Alphatronic P50/P60/P50-2/P60-2
- 80186-Prozessor

### TA 1800
- MS-DOS 3.30, MS-OS/2

### TA Dario 286/386sx
- 286er oder 386sx-Prozessor
- MS-DOS 5.0, MS-DOS 6.22

In Zusammenarbeit mit dem Olivetti-Mutterkonzern entwickeltes kompaktes Computersystem, dort die Baureihe „PCS“, ausgestattet mit 3,5-Zoll-Laufwerk, 3,5-Zoll-Festplatte mit 20 oder 40 MByte und VGA-Adapter on Board

### TA Dario 386
- 386er Prozessor (plus Folgetypen)

Als TA Dario gelabelte Standard-PCs aus externer Fertigung

### TA P92
- 80386-25 CPU

Der P92 ist ein umgelabelter Olivetti M386-25.

### TA P100
- 80386-33 CPU

Der P100 ist ein umgelabelter Olivetti M380XP9.

## Mobile Computer

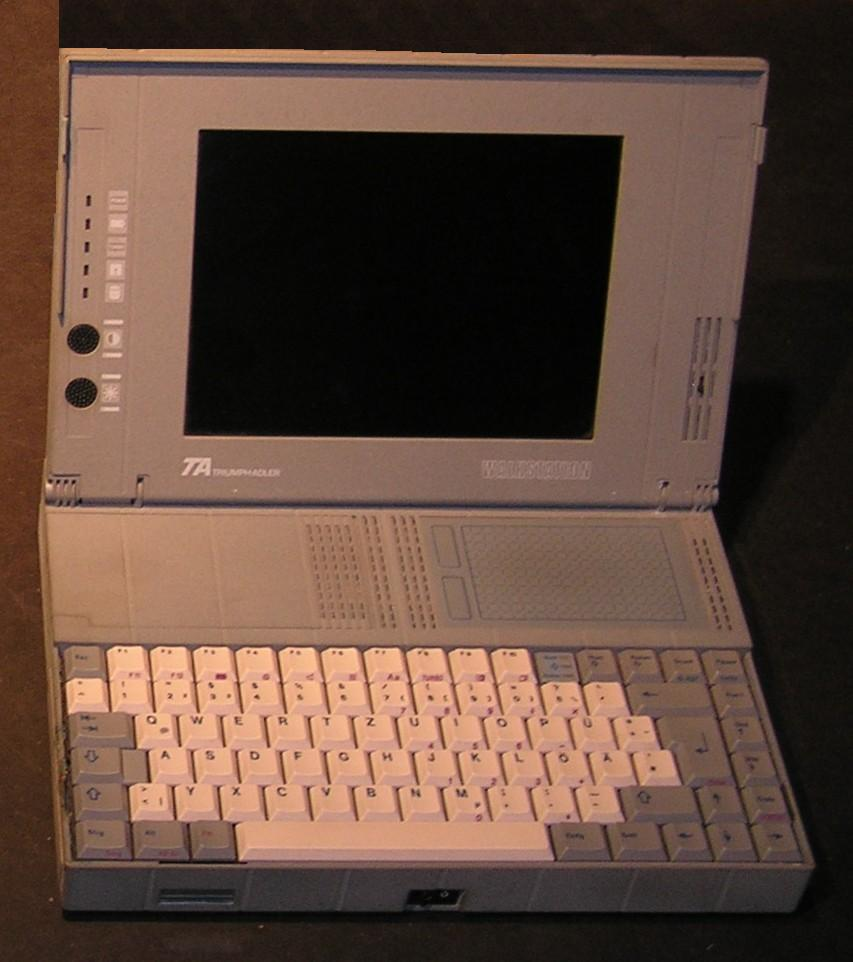
TA Walkstation (1991) ein früher Laptop von TA

Im Mai 1991 startete Triumph-Adler gemeinsam mit dem Mutterkonzern Olivetti eine Offensive im hart umkämpften Markt für mobile Laptop-Computer und Notebooks. Montiert wurden die Geräte in Europa, die Komponenten stammten jedoch nur zu 39 Prozent von hier. 31 Prozent kamen aus Japan, 24 Prozent aus Südostasien und vier Prozent stammten aus den USA. Triumph-Adler stattete mit als erster Hersteller seine Laptops mit einem Touchpad zur Steuerung des Mauszeigers aus. Der Einführungspreis lag bei rund 3500 Mark (in heutiger Kaufkraft 3.441 €) für das Einsteigermodell und 12.500 Mark (in heutiger Kaufkraft 12.290 €) bei dem Spitzenmodell.

### Notebooks

#### Walkstation 286 C
- Intel 80286 Prozessor mit 12 MHz
- 1 MB RAM, auf 5 MB erweiterbar
- baugleich mit Olivetti „Notebook A12“
- 3½-Zoll-Diskettenlaufwerk
- 20-MB-Festplatte
- Hintergrundbeleuchtetes LC-Display (EGA)
- Gewicht inkl. Akku: < 3 kg
- Akkulaufzeit: > 3 h

#### Walkstation 286 V
- Intel 80286 Prozessor mit 16 MHz
- 1 MB RAM, auf 6 MB erweiterbar
- baugleich mit Olivetti „Notebook V16“
- 3½-Zoll-Diskettenlaufwerk
- 40-MB-Festplatte
- hintergrundbeleuchtetes LC-Display (VGA)
- Anschluss für Docking-Station
- Anschluss für FAX/Modem-Karte
- Gewicht inkl. Akku: < 3 kg
- Akkulaufzeit: >3 h

#### Walkstation 386 SX
- Intel 80386SX Prozessor mit 20 MHz
- 1 MB RAM, auf 5 MB erweiterbar
- Baugleich mit Olivetti „Notebook S20“
- 3½-Zoll-Diskettenlaufwerk
- 60-MB-Festplatte
- hintergrundbeleuchtetes LC-Display (VGA)
- Anschluss für Docking-Station
- Anschluss für FAX/Modem-Karte
- Gewicht inkl. Akku: < 3 kg
- Akkulaufzeit: > 3 h

### Laptops

#### Walkstation System SX20
- Intel 80386SX Prozessor mit 20 MHz
- 2 MB RAM, auf 12 MB erweiterbar
- 16 KB Cache
- baugleich mit Olivetti „Laptop S20“
- 3½-Zoll-Diskettenlaufwerk
- 40-MB-Festplatte
- monochrom LCD mit 640 × 480 Pixel, 32 Graustufen (durch Farb-LCD austauschbar)
- Anschlüsse für Docking-Station sowie FAX/Modem-Karte

#### Walkstation System 386/33
- Intel 80386DX Prozessor mit 33 MHz, Sockel für 387-Koprozessor
- 4 MB RAM, auf 20 MB erweiterbar (4 SIMM-Slots verfügbar)
- 16 KB Cache
- baugleich mit Olivetti „Laptop D33“ und Vobis „Highscreen LT 33 DX“
- 3½-Zoll-Diskettenlaufwerk
- 40-MB-Festplatte
- monochrom LCD mit 640 × 480 Pixel, 32 Graustufen (durch Farb-TFT-LCD (LQ10DH11 von Sharp) austauschbar)
- Anschlüsse für Docking-Station sowie FAX/Modem-Karte
- ein ISA-Slot für eine beliebige Erweiterungskarte im Gehäuse (halbe Länge), weitere in der Docking-Station

#### Walkstation System 386/33 Color
- Wie die Graustufen-Version, jedoch mit Farbdisplay
- Baugleich Olivetti Laptop D33 Color und Highscreen LT 33 DX Color

## Computersysteme der mittleren Datentechnik
Die Computer der mittleren Datentechnik wurden in Banken und größeren Firmen eingesetzt. Die früheren Systeme waren meist so groß wie ein Schreibtisch, schwer und sehr teuer. Jedoch waren sie für damalige Verhältnisse recht zuverlässig. TA lieferte jedes System mit an Kundenwünsche individuell angepasster Software aus. Typische Anwendungen waren Lohn- und Finanzbuchhaltung, Fakturierung, Kontoführung und dergleichen. Vor allem bei Steuerberatern waren diese Maschinen sehr beliebt. Durch die schon damals gute Zusammenarbeit zwischen TA und der DATEV konnten fast alle Computer von TA mit der nötigen Kommunikationshardware zum direkten Datenaustausch mit der DATEV nachgerüstet werden.

### TA 1000
- Vorstellung 1973
- 4 KB RAM (1 kB für Betriebssystem, 3 kB frei)
- CPU aus 108 Standard-TTL-Bausteinen
- drei Bandlaufwerke (Datasette)
- erhältlich als Magnetkonten-Computer (Buchungsautomat) mit einem Magnetkontenleser
- Bei Modellen ohne Bildschirm wurden alle Daten über die Tastatur eingegeben werden, als Rückmeldung agierte der Drucker.

### TA 1100
- Vorstellung 1981
- Intel 8080 CPU
- 32 kB RAM
- 44 × 24-Zeichen-Textmode (monochrom)
- zwei 8-Zoll-Diskettenlaufwerke mit je 460 kB Speicherkapazität
- Betriebssystem TAOS (Triumph-Adler Operating System)
- Eingebauter DIN A3-Drucker mit 132 Zeichen Breite und 180 CPS (Zeichen pro Sekunde)
- Preis: 36.000 DM (18.660 Euro)

### TA System M 32
- Erhältlich ab Mai 1985
- Motorola 68000-Prozessor
- 512 kB RAM (auf bis zu 2 MB erweiterbar)
- 5¼-Zoll-Diskettenlaufwerk mit 1,2 MB
- Winchester-Laufwerke zwischen 12,5 und 71 MB
- Bandlaufwerk
- Grafikauflösung 800 × 392 Pixel
- Bildschirm mit 12- oder 15-Zoll-Diagonale
- Betriebssystem TANIX, ein von Xenix V 3.0 abstammendes Unix
- proprietäres GUI von TA

### Sonstige
- TA 1500, TA 1600, TA 1900 System Familie (TAOS Betriebssystem) 1980er Jahre
- TA 1069[9], Fahrkartendrucker und Reservierungssystem der Deutschen Bundesbahn, 1980er Jahre. Offizielle Bezeichnung: Modernisierter Fahrausweisverkauf, kurz MoFa genannt.[10] Ein Modell der Modellfamilie TA 1000.

## Schreibmaschinen
Folgende Schreibmaschinen wurden von der Triumph-Adler AG hergestellt:

### Büroschreibmaschinen mit Typenhebel
- Typenhebelmaschine von Triumph Adler, Nürnberg 1909Record
- Matura
- Universal

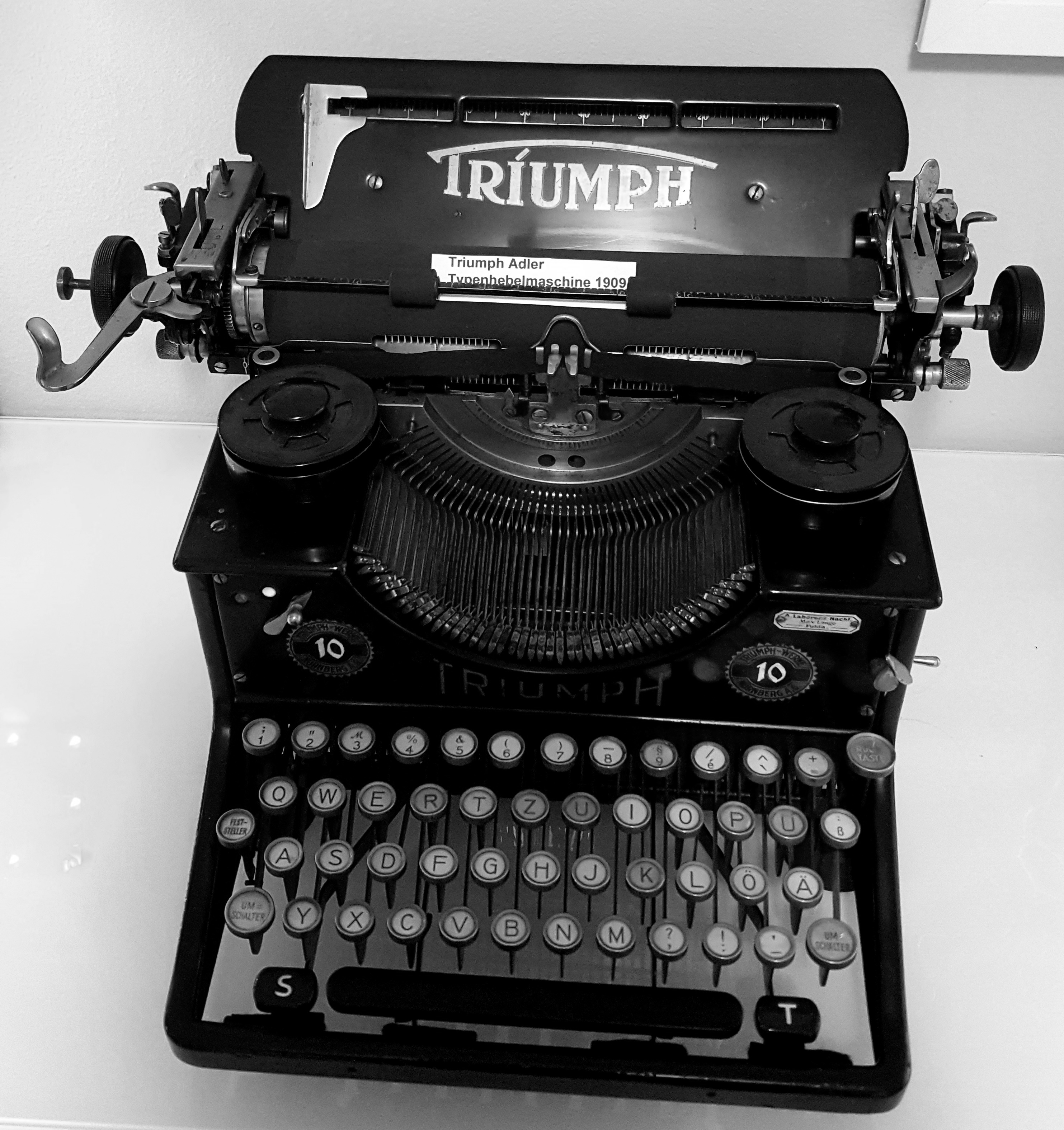
Typenhebelmaschine von Triumph Adler, Nürnberg 1909

Die Maschinen gab es mit unterschiedlichen Ausstattungen wie Breitwagen und Dezimaltabulator.
Die Record war bei den deutschen Behörden und vor allem der Polizei sehr verbreitet. In sehr vielen Kriminalfilmen werden die Verhörprotokolle auf solchen Adler-Maschinen geschrieben.

### Kleinschreibmaschinen mit Typenhebel

#### Erste Generation
Die erste Reiseschreibmaschine von Triumph wurde 1928 als Klein-Triumph vorgestellt. Es gibt innerhalb der ersten Generation verschiedene Revisionen, die sich allerdings nur kosmetisch minimal unterscheiden.

#### Zweite Generation
Als 1933 ein vereinfachtes Modell, die Durabel veröffentlicht wurde, benannte man das bestehende Modell in Norm um. Im Vergleich zur Norm hatte die Durabel keine Farbbandauswahl und keine Stechwalze. Ein weiterer Unterschied war das Aussehen; während die Durabel dem Design der ersten Version der Klein-Triumph treu blieb, bekam die Norm einen abgeschrägten Spulendeckel.
1934 erschien schließlich die vorerst dritte Variante der Kleinschreibmaschine, das Modell Perfekt. Es beinhaltet alle Funktionen der Norm (später in Norm 6 umbenannt), hat aber zusätzlich einen Setztabulator.
Die Maschine wurde in den Farben schwarz, blau, rot, Mahagoni und Elfenbein angeboten.

#### Dritte Generation
1939 wurde das komplette Lineup überarbeitet. Die Modelle Norm 6 und Perfekt erhielten erneut eine flache Oberseite, allerdings waren die Spulen nun freiliegend. Die Durabel erhielt das bestehende Design.
Da inzwischen der Zweite Weltkrieg begann, musste Triumph die Produktion umstellen. Ab etwa 1941 ist ein massiver Rückgang der Seriennummern zu beobachten. Es ist anzunehmen, dass die Mehrheit der hergestellten Einheiten in NS-Ämtern und -Dienststellen verwendet wurden.

#### Vierte Generation
Als 1948 die Produktion wieder aufgenommen wurde, erhielten die Maschinen erneut ein neues Aussehen. Die Norm 6 und Perfekt hatten nun erneut einen geschlossenen Spulendeckel, während die Durabel erneut das alte Aussehen übernahm. Bis Anfang der 1950er Jahre behielten die Maschinen ihre runden Glastasten. Anschließend wurden sie durch hufeisenförmige Kunststofftasten ersetzt. Ebenso erfolgte während der vierten Generation die Umstellung von Koffern aus Holz auf aluminiumgefertigte.

#### Fünfte Generation
1952 wurden erneut Modelle unter dem Slogan „Triumph und Norm in neuer Form“ angeboten. Die Geräte waren nun in braunen und beige Farbtönen gehalten. Die vormals übliche Farbauswahl war nicht mehr möglich. Weiterhin setzte Triumph auf Aluminium für das Gehäuse und den Koffer.
Die Durabel wurde nun im Aussehen der vierten Generation angeboten, allerdings mit den gleichen Tasten, wie sie in der fünften Generation verwendet wurden, und mit Holzkoffer. 1956 bekam die Durabel schließlich auch ein neues Aussehen. Gegen 1957 wurde die Durabel allerdings in Gabriele umbenannt, als Triumph-Adler von Grundig übernommen wurde und sich die Triumph-Adler-Büromaschinen-GmbH etabliert hatte. Benannt wurde die Maschine nach Herrn Grundigs Enkelin. Die Gabriele ist in ihrer ersten Form der Durabel in ihrer letzten Form baugleich.

#### Sechste Generation
Die letzte Revision des „Dreiergespanns“ fand 1960 statt. Die Farben wurden insgesamt heller und freundlicher. Außerdem ist nun auf der Vorderseite des Spulendeckels der Schriftzug Triumph in aufgeklebten Lettern zu sehen. In der letzten Generation bekamen alle Maschinen gleichzeitig ein neues Aussehen.

#### Weitere Modelle
- Junior
- Tippa

Die Tippa war eine Reiseschreibmaschine, die gern von reisenden Journalisten benutzt wurde; sie war mit Koffer nur 7 cm hoch und entsprechend leicht. Sie war keine Eigenentwicklung, sondern wurde 1956 von der Fa. Gossen übernommen, die sie zuvor selbst unter dem Namen Gossen-Tippa vertrieben hatte.
- Portable
- Privata
- Tessy
- Contessa
- Norm-Perfekt

### Elektrische Büroschreibmaschinen mit Typenhebel
- Electric 111/F/C
- Electric 131/F/C
- Electric 151/F/C

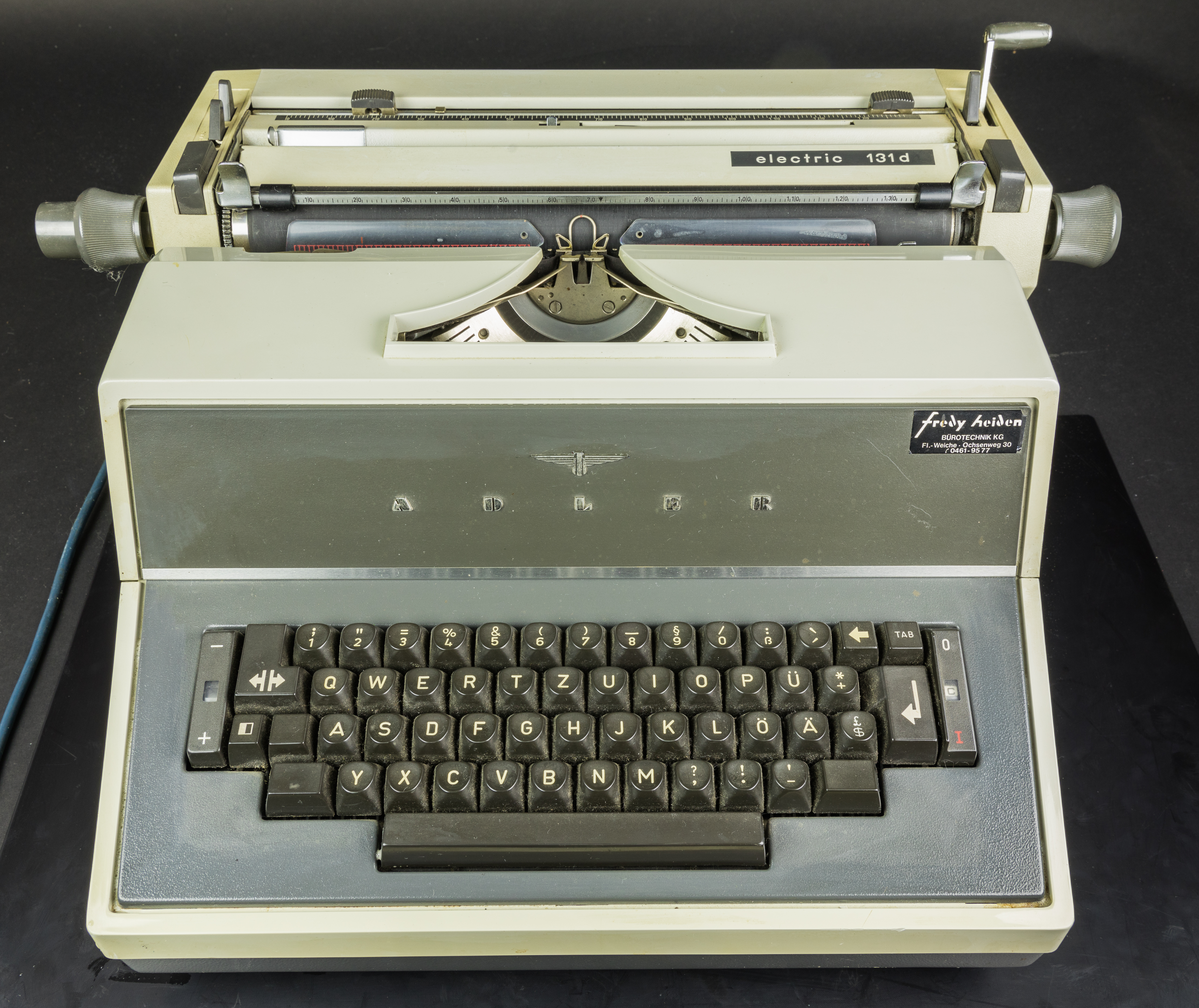
Triumph-Adler electric 131d

Die Modelle der Electric-Reihe waren elektrisch angetriebene Typenhebelmaschinen. Der Anschlag war sehr kräftig, für mehrere Durchschläge geeignet und konnte vom Anwender justiert werden. Ein Novum war die Taste für den automatischen, motorischen Wagenrücklauf mit Endabschaltung. Verwendet wurden normale Farbbänder der Gruppe 1. Die Maschinen konnten aber auch mit einer Carbonbandeinrichtung nachgerüstet werden.

### Elektrische Reiseschreibmaschinen mit Typenhebel

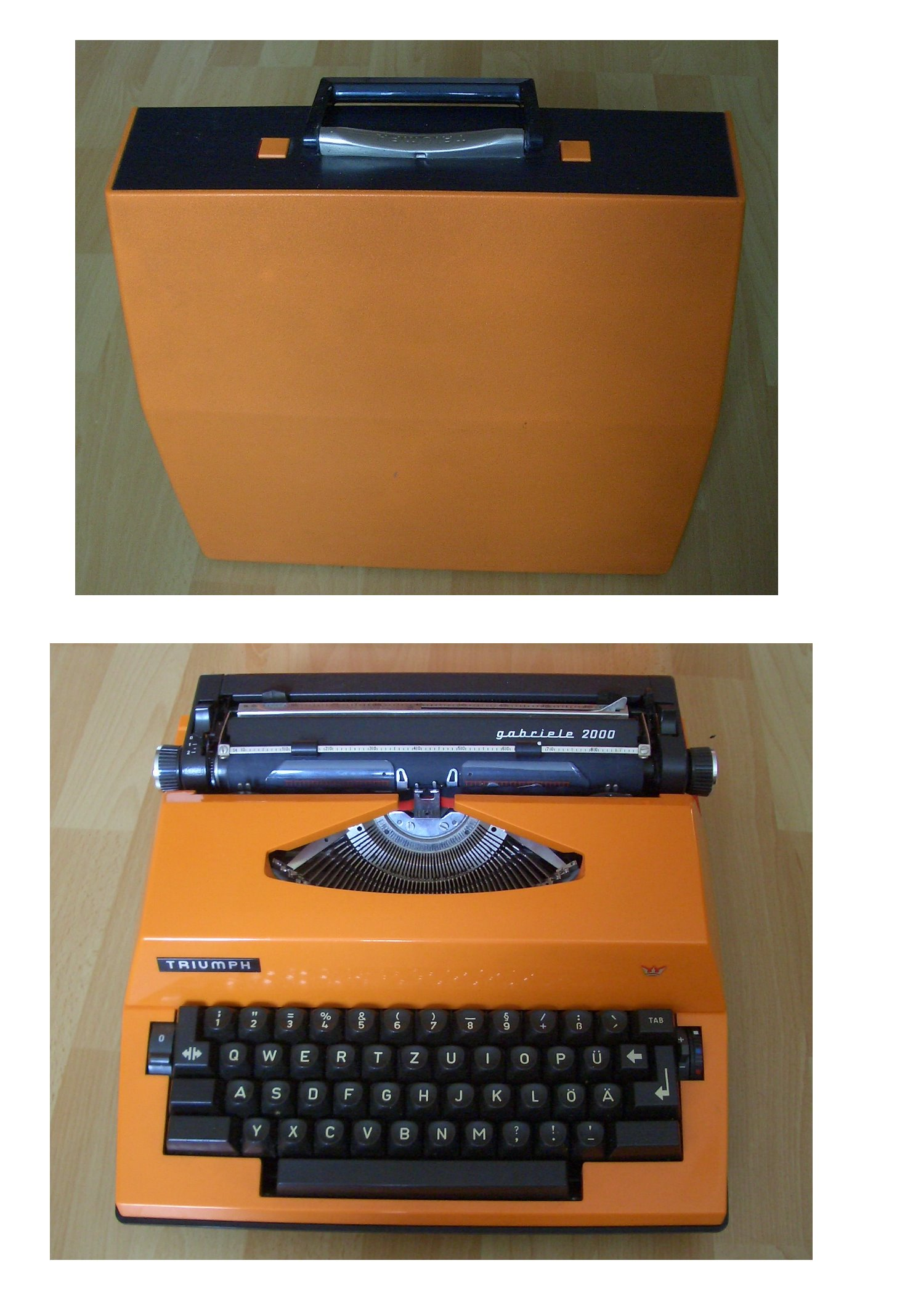
Reiseschreibmaschine Gabriele 2000

- Gabriele 5000 (1969), erste in Deutschland produzierte elektrische Kleinschreibmaschine
- Gabriele 2000

### Elektrische Büroschreibmaschinen mit Kugelkopf
- SE1000

Die Markteinführung der SE1000 musste aufgrund von Patentverletzungen gegen IBM mehrere Jahre verschoben werden.

### Elektronische Büroschreibmaschinen mit Kugelkopf
- SE2000/DS

Die SE2000 war die erste elektronische Schreibmaschine von Triumph-Adler. Sie hatte ein Gehäuse aus Druckguss-Aluminium in einem futuristischen Design. Bereits diese Maschine gab es als DS-Version mit einem Display (einzeilige Fluoreszenzanzeige). Optional konnte sogar ein Diskettenlaufwerk angeschlossen werden. Verwendet wurden Disketten im Format 8 Zoll. Mit einem Preis von über 20.000 DM war sie jedoch recht teuer. Auch in der Wartung war sie sehr aufwändig und kostenträchtig. Der Serviceplan sah für eine Grundjustage der Maschine 14 Arbeitsstunden vor.

### Elektronische Büroschreibmaschinen mit Typenrad
- SE1005 bis SE1041

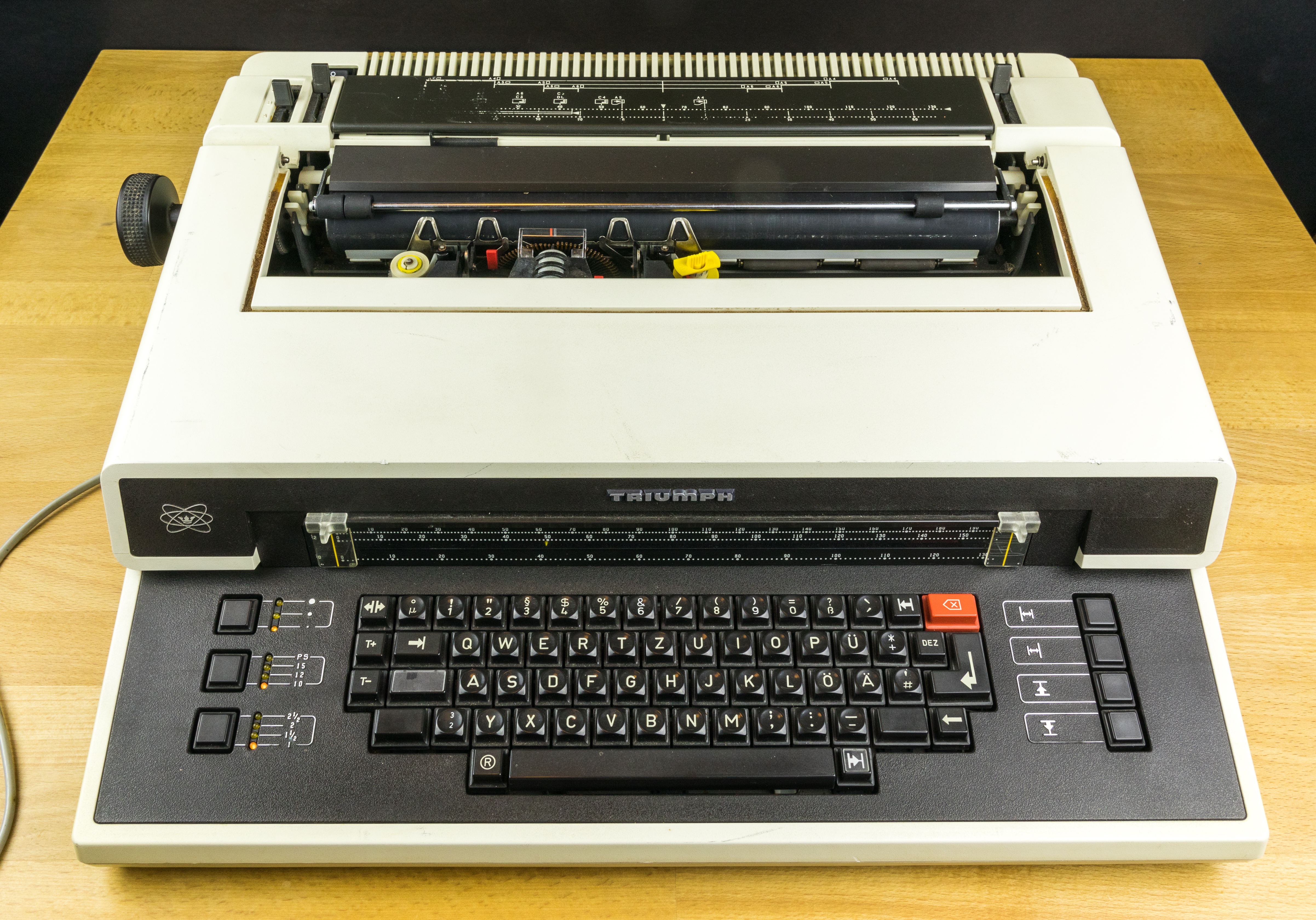
Typenrad-Büroschreibmaschine Triumph-Adler SKA

- SE1042/TTX (Teletex/Fernschreiber)

Die Modelle der SE10xx-Reihe waren einander sehr ähnlich, die meisten Baugruppen konnten untereinander ausgetauscht werden. Die Maschinen unterschieden sich im Wesentlichen nur durch mehr oder weniger Funktionen, die sich in unterschiedlichen Hauptplatinen und Tastaturen widerspiegelten. Auch in dieser Reihe gab es Modelle mit Display, Phrasenspeicher und Diskettenlaufwerk. Das Spitzenmodell konnte zudem als Fernschreiber verwendet werden.
- SE500 bis SE535

Die Reihe SE5xx löste Ende der 1980er Jahre die SE10xx ab. Viele „Verbesserungen“ dienten alleine dafür, die Maschine preiswerter produzieren zu können. In Sachen Qualität und Verarbeitung waren diese den Vorgängermodellen weit unterlegen. Dennoch war auch diese Maschine sehr erfolgreich. Mit einer optionalen und nachrüstbaren Schnittstelle konnte die SE5xx an den Bildschirmtextsystemen der VS-Reihe angeschlossen werden.
Ebenso war eine V24-Schnittstelle über eine Erweiterungsbox (TA-IF) und damit die Nutzung als Drucker möglich.

### Typenraddrucker

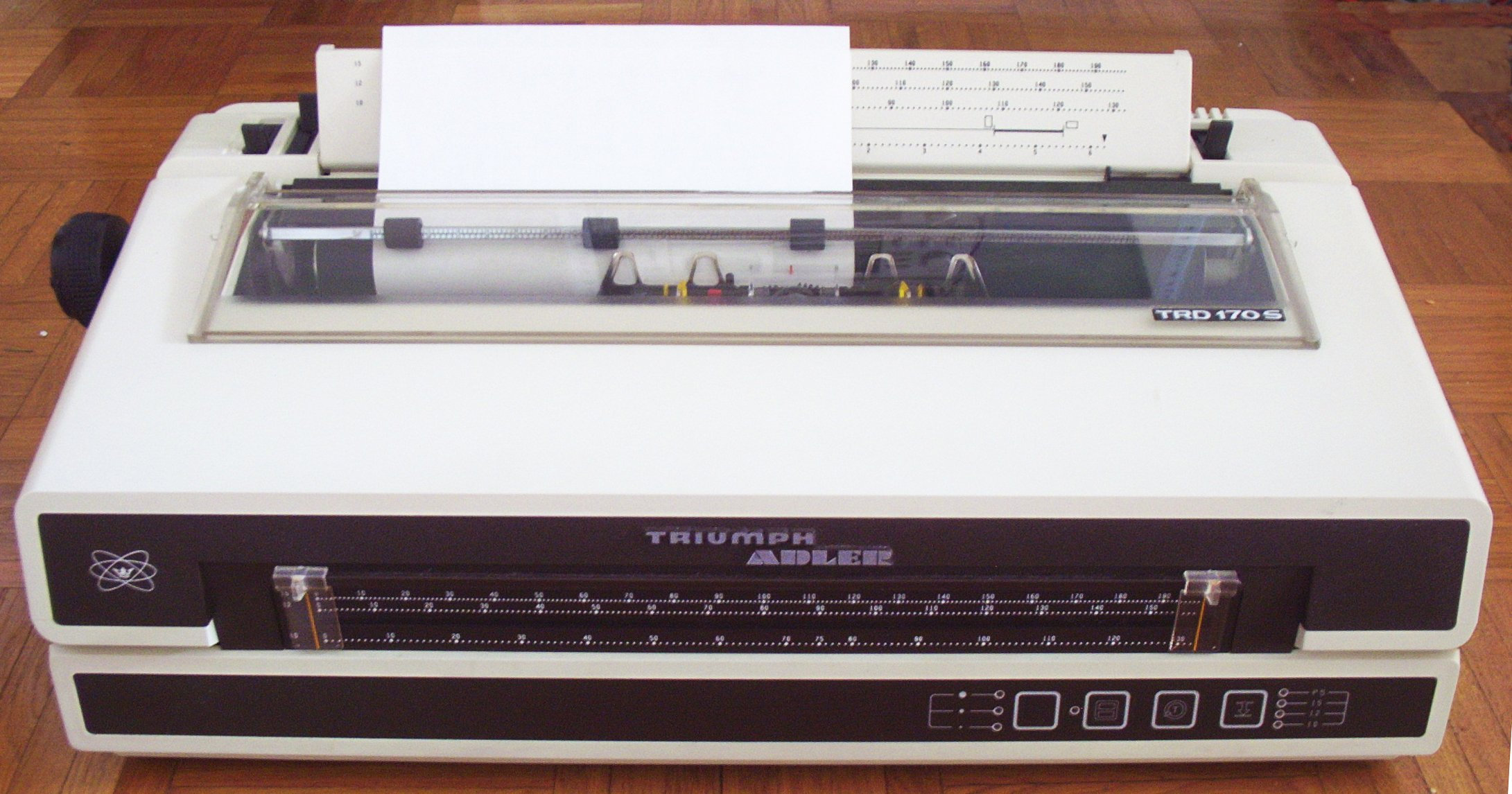
Typenraddrucker TRD 170 S von ca. 1981

Als Variante der elektronischen Büroschreibmaschine mit Typenrad wurden auch Typenraddrucker (Abkürzung: TRD) angeboten. Die Geräte verfügten über eine Centronics- und/oder RS232-Schnittstelle, wobei letztere dem V.24-Übertragungsprotokoll entsprach. Teilweise war auch eine vom Druckwerk abgesetzte Tastatur erhältlich. Im Angebot war vor allem der TRD 170, ein Ableger aus der SE10XX-Reihe, der sehr erfolgreich war. Zusammen mit dem Alphatronic PC16 wurde der TRD 170 als Textverarbeitungssystem angeboten.

### Elektronische Kompaktschreibmaschinen
- Gabriele 9009

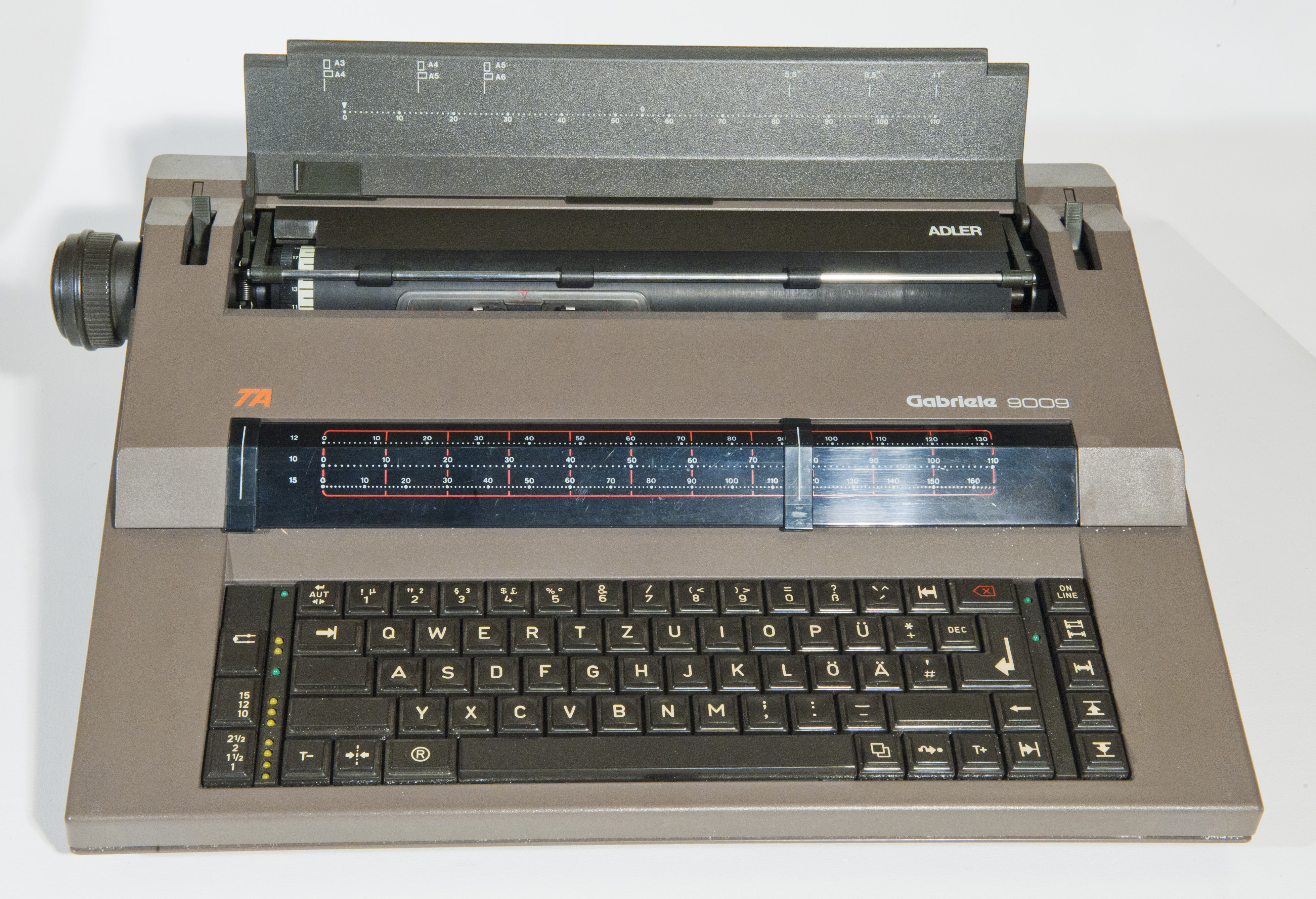
Gabriele 9009

Die „Gabi“ 9009 war die erste elektronische Kompaktschreibmaschine von TA. Technisch war sie noch sehr aufwändig, aber robust. Preislich war sie so attraktiv, dass sich auch manche Privatleute diese Maschine für zuhause leisten konnten. Die Maschine hatte einen Griff und einen Deckel und konnte einfach transportiert werden, obwohl sie nicht gerade ein Leichtgewicht war. Die 9009 hat eine vereinfachte RS232-Schnittstelle mit TTL-Pegel, für die es Interface-Boxen gab, um sie an verschiedene Computersysteme, u. a. an den Commodore 64, anschließen zu können.
- CompacTA 400/DS
- CompacTA 600/DS

Die Modelle der CompacTA-Reihe sind echte Büromaschinen, klein und kompakt, aber für den Büroalltag zu gebrauchen. Die CompacTA 600 DS konnte sogar Texte auf ein optionales 3½-Zoll-Diskettenlaufwerk speichern. Die CompacTA 400 konnte mit einer optionalen Schnittstelle zum Anschluss an das VS-System ausgestattet werden.
- SE305 bis 325

Die Reihe SE3xx war zwischen CompacTA und SE5xx angesiedelt. Verkauft wurden hiervon jedoch schon nicht mehr allzu viele Geräte, denn der boomende PC-Markt entzog den Büroschreibmaschinen zunehmend Marktanteile.
- Gabriele PFS

Die Gabriele PFS war mit einem 14-zeiligen LC-Display mit Hintergrundbeleuchtung und einem Laufwerk für 2,8-Zoll-Disketten oder, bei späteren Modellen, für 3,5″-Disketten ausgestattet. Mechanisch basiert sie auf der Gabriele 100, die Software stammt von der BSM 100. Eine Tabellenkalkulation („CALC“) wurde auf Diskette als Zusatzprodukt angeboten. Unter der Produktbezeichnung Top 100 wurde dieses Modell auch von Olivetti vertrieben.
- Gabriele Inkwriter

Die Gabriele Inkwriter war das Nachfolgemodell der Gabriele PFS. Designmäßig an die Gabriele-110-Modelle angelehnt, verfügte sie ebenfalls über ein 14-zeiliges LC-Display mit Hintergrundbeleuchtung und ein Laufwerk für 3,5″-Disketten. Als Druckwerk kam, im Gegensatz zu den Kompaktschreibmaschinen, aber ein von der Konzernmutter Olivetti übernommenes Tintenstrahldruckwerk zum Einsatz. Der eingesetzte Prozessor war ein NEC V55PI. Die „Gabi“ Inkwriter ist baugleich zur Olivetti Jetwriter 900.
- Tintenstrahldrucker

Das in der TA Gabriele Inkwriter verbaute Tintenstrahldruckwerk in Bubble-Ink-Technik ist nicht das einzige Produkt mit Tintendruckwerk aus dem Konzern. TA Triumph-Adler verkaufte die von Olivetti übernommenen Drucker JPR-7825 (Olivetti JP-150), JPR-7850 (Olivetti jp-350) sowie deren Nachfolgetypen. Sie hatten eine Centronics-Schnittstelle und beherrschten sowohl eine Deskjet-500- als auch Epson-FX- und IBM-Proprinter-Emulation, was den Geräten einen weiten Einsatzbereich eröffnete. Dazu kam, für Tintenstrahldrucker eher selten, ein Endlospapiertraktor als Option für die JPR-7850-Modelle.

### Bildschirmschreibsysteme

#### VS10, VS20, VS30
Die Systeme der VS-Reihe bestanden aus einem kleinen Rechner in einem Metallgehäuse. Darin enthalten war ein 3½-Zoll-Diskettenlaufwerk zum Abspeichern von geschriebenen Texten, welche untereinander ausgetauscht werden konnten. Als Prozessor diente ein Z80. Für Grafiksteuerung und I/O waren zwei weitere Z80 implementiert. Der Rechner startete unter einem proprietären Betriebssystem. Als einzige Software stand eine Textverarbeitung zur Verfügung, die wie das System direkt aus einem ROM gestartet wurde. Verglichen mit den damals verfügbaren Textverarbeitungsprogrammen für PC war diese Software sehr fortschrittlich. Sogar Proportionalschrift konnte auf dem Graustufen-Bildschirm in Blocksatz dargestellt werden. Triumph-Adler nannte diese Darstellung WYSIWYG (abgeleitet von „What you see is what you get“). Der Rechner konnte an Maschinen der Modellreihen SE5xx, SE10XX und an der CompacTA400 (nach Einbau einer speziellen Schnittstelle) angeschlossen werden. Somit diente die Schreibmaschine lediglich als Tastatur und Drucker.

#### BSM 100, BSS 200, BSS 300, OPS 400
Die BSM 100 war das erste Komplettsystem, bei dem an der Maschine nur noch ein monochromer VGA-Monitor angeschlossen wurde. Der Rechner und das Diskettenlaufwerk befanden sich bereits in der Maschine. Die Textverarbeitung war wie beim VS-System in einem ROM abgelegt und stand sofort nach dem Einschalten zur Verfügung. Eine Tabellenkalkulation („CALC“) war per Diskette nachladbar verfügbar. Als Systemprozessor wurde ein Hitachi HD64180, eine Z80/180-kompatible CPU, verbaut. Die BSS 200 rundete die klassischen proprietären Textverarbeitungssysteme mit einem NEC V40-System (Intel 8086-kompatibel) nach oben ab, die Monitor-Einheit mit integriertem Diskettenlaufwerk ist identisch zum MS-DOS basierten Textsystem Olivetti ETV 2900, welches dort an den ET 2000 Serie Schreibmaschinen verwendet wurde.
Die BSS 300 und OPS 400 hingegen basieren auf PC-Technik mit Intel-80286- bzw. 80386sx-Prozessoren. Die BSS 300 verwendete MS-DOS 5 bzw. 6 mit einer proprietären Textverarbeitung. Als Basismaschine kam der aus dem eigenen Haus stammende PC Dario 286 (Olivetti PCS 286) (BSS 300) bzw. 386sx (Olivetti PCS 386sx) (BSS 300sx) zum Einsatz. Die Anbindung der auf der SE500-Reihe basierenden Maschine erfolgte dabei mittels einer Adapterplatine für den ISA-Steckplatz. Als OPS 400 wurde das von Olivetti stammende ETV4000s-System auch bei TA angeboten. Das für damalige Zeiten hochintegrierte System verfügte über Microsoft DOS 3.20, Windows 2 oder 3.0 sowie eine hauseigene Office-Suite. Spätere Modelle basierten auf Windows 3.0. Ein 3,5″-Diskettenlaufwerk und eine 3,5″-Festplatte mit 20 oder 40 MByte gehörten zur Grundausstattung. Eine Ethernet-Anschlussbox konnte als Option erworben werden. Sowohl Monochrom- als auch Farbmonitor in VGA-Auflösung waren modellabhängig verfügbar. Das grafikfähige Druckwerk basierte auf Thermotransfer-Technik, die zuvor schon bei Olivetti in der ETV 210s verwendet wurde.

### Elektronische Reiseschreibmaschinen mit Typenrad
- Gabriele 8008

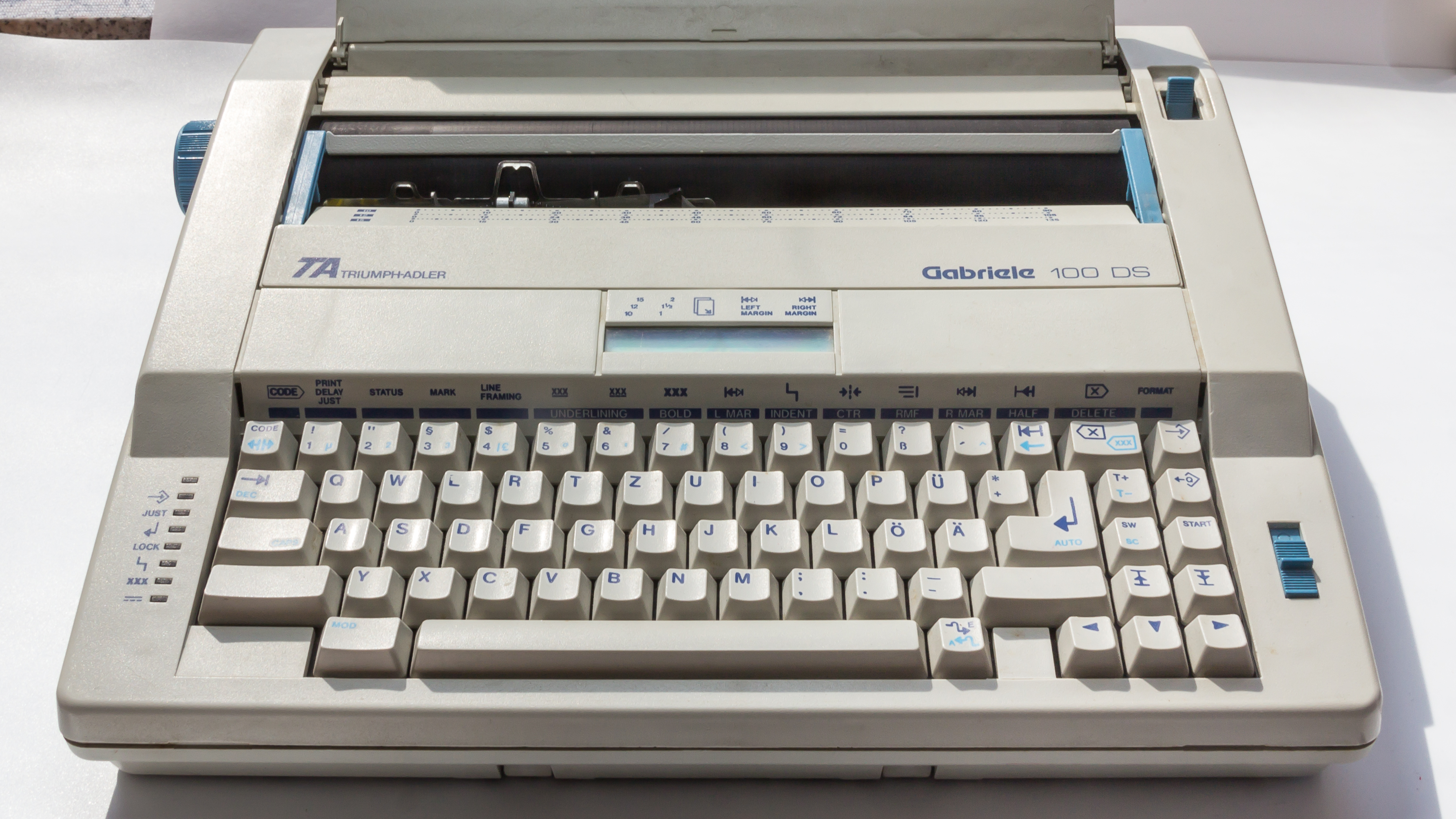
Gabriele 100 DS

Die Gabriele 8008 war die erste elektronische Reiseschreibmaschine von Triumph-Adler. Sie war preiswert mit einem hohen Kunststoff-Anteil konstruiert und eher für den privaten Wenigschreiber gedacht. Die Maschine wurde mit einem eigenen Koffer ausgeliefert.
- Gabriele 7007

Die Gabriele 7007 war eine preiswerte und einfache elektronische Reiseschreibmaschine. Der Kunststoffanteil war hier noch höher als bei der Gabriele 8008, jedoch gelang es TA, hier für die wesentlichen Baugruppen einen adäquaten Kompromiss zwischen Preis und Qualität zu finden. Die Maschine hat einen Griff für den Transport, das Netzkabel kann in einer speziellen Klappe verstaut werden. Die Papierstütze wird zur Abdeckung für den Wagenschacht, wenn man sie einklappt. Alles in allem war es ein gelungenes Modell, das sich gut verkaufte.
- Gabriele 100/DS, 110/DS

Die Gabriele 100, die 1989 mit dem iF-Industrie-Forum-Design-Preis ausgezeichnet wurde, war ein richtiger Verkaufsschlager, fast nur aus Kunststoff gebaut, daher leicht, klein, kompakt und vor allem preiswert. Es gab auch hier eine DS-Version mit einem LC-Display, allerdings ohne Hintergrundbeleuchtung. Eine optionale Computer-Schnittstelle war geplant, wurde aber nie eingeführt. Die Maschine wurde in großen Mengen in den Supermarktketten der Metro-Gruppe für unter 200 DM verkauft. Ein Sondermodell hatte ein schwarzes Gehäuse aus recyceltem Kunststoff. Zu dieser Zeit gab es eine Aktion mit 10 Farbbandkassetten in einer sogenannten „Ökobox“. Hatte man die zehn Bänder aufgebraucht, konnte man sie kostenlos zum Recycling zurück an TA schicken. Die Gehäuse der Farbbandkassetten wurden geschreddert und zu neuen Gehäusen für die Gabriele 100 gespritzt. Das schwarze Ökomodell war allerdings im Endpreis teurer als das graue Standardmodell und daher nicht besonders erfolgreich. Als Nachfolgemaschinen kamen technisch weitgehend unveränderte Modelle im geänderten Design als Gabriele 110 und 110 DS auf den Markt. Statt 6000 Zeichen verfügte letztere über einen 16000-Zeichen-Speicher.
- Gabriele 500
- TA Junior, baugleich Olivetti Praxis 100 mit anderer Gehäusegestaltung

### Aktuelle Modellpalette an elektronischen Schreibmaschinen
- Twen T 180
- Twen T 180/DS
- Twen T 320
- Twen T 320/DS

Um die Produktpalette an Schreibmaschinen, Tisch- und Taschenrechnern vom restlichen Angebot der TA AG abzugrenzen, entschied man sich dazu, diese Produkte unter dem Markennamen „Twen® by TA Triumph-Adler AG“ herzustellen und zu vertreiben. Die Marke „Twen“ ist historisch begründet. Als noch Motorräder unter der Marke Triumph hergestellt wurden, kam es zu einem Rechtsstreit zwischen Triumph in Großbritannien und Triumph in Deutschland, weswegen man zeitweilig die Motorräder in Deutschland unter der Bezeichnung „TWN“ produzierte. TWN steht für Triumph Werke Nürnberg. Bei Twen wurde der zweite Buchstabe aus „WErke“ eingefügt, um einen aussprechbaren Namen zu erhalten. Twen ist ein eingetragenes Markenzeichen.
Im Oktober 2003 wurden die Sparten Schreiben, Rechnen, Aktenvernichter und Lasertoner vom Bürotechnik-Distributor bandermann gekauft. Die Produktpalette im Bereich „Schreiben und Rechnen“ wird seither um neue Modelle erweitert.

## Rechenmaschinen

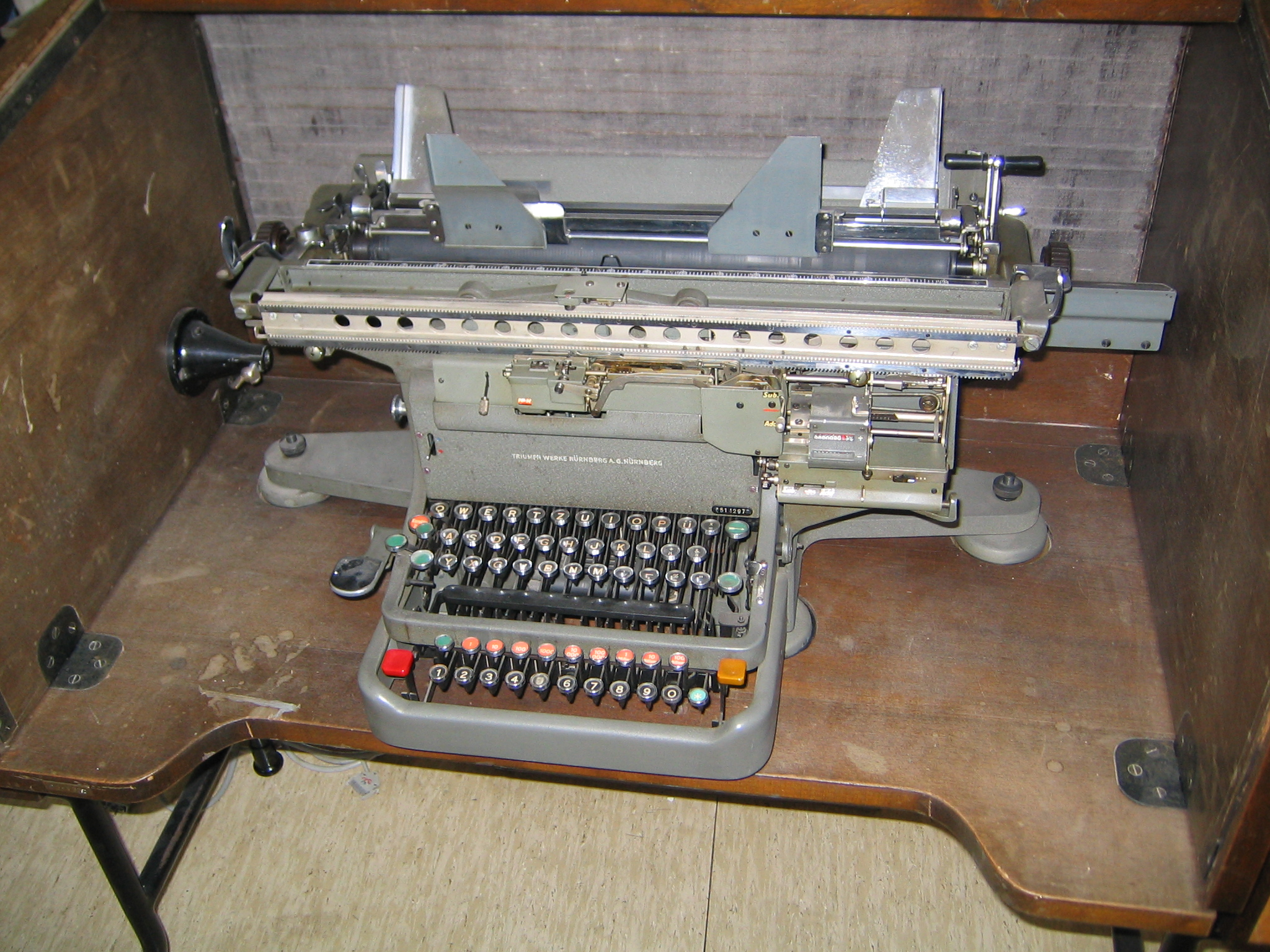
Frühe mechanische Buchungsmaschine von Triumph

Triumph-Adler war auch ein bedeutender Hersteller von mechanischen und elektrischen Addiermaschinen und später auch elektronischen Fakturiermaschinen, Buchungsautomaten und Tischrechnern. Letztere werden bis heute kostengünstig in Asien produziert und exklusiv unter dem TA-Label in ganz Europa verkauft.

### Fakturiermaschinen
- Factura 3 (1959, elektromagnetisch gesteuerte Recheneinheit mit einem Anschlussaggregat für Kartenlocher zur externen Weiterverarbeitung der eingegebenen Daten)
- Factura 30 (1966, elektronisch gesteuertes Schnellschreibwerk mit 20 Anschlägen pro Sekunde)
- Factura 400 (1966)
- TA 100/1 (1968)
- TA 100/2

### Tischrechner

#### Druckende Tischrechner

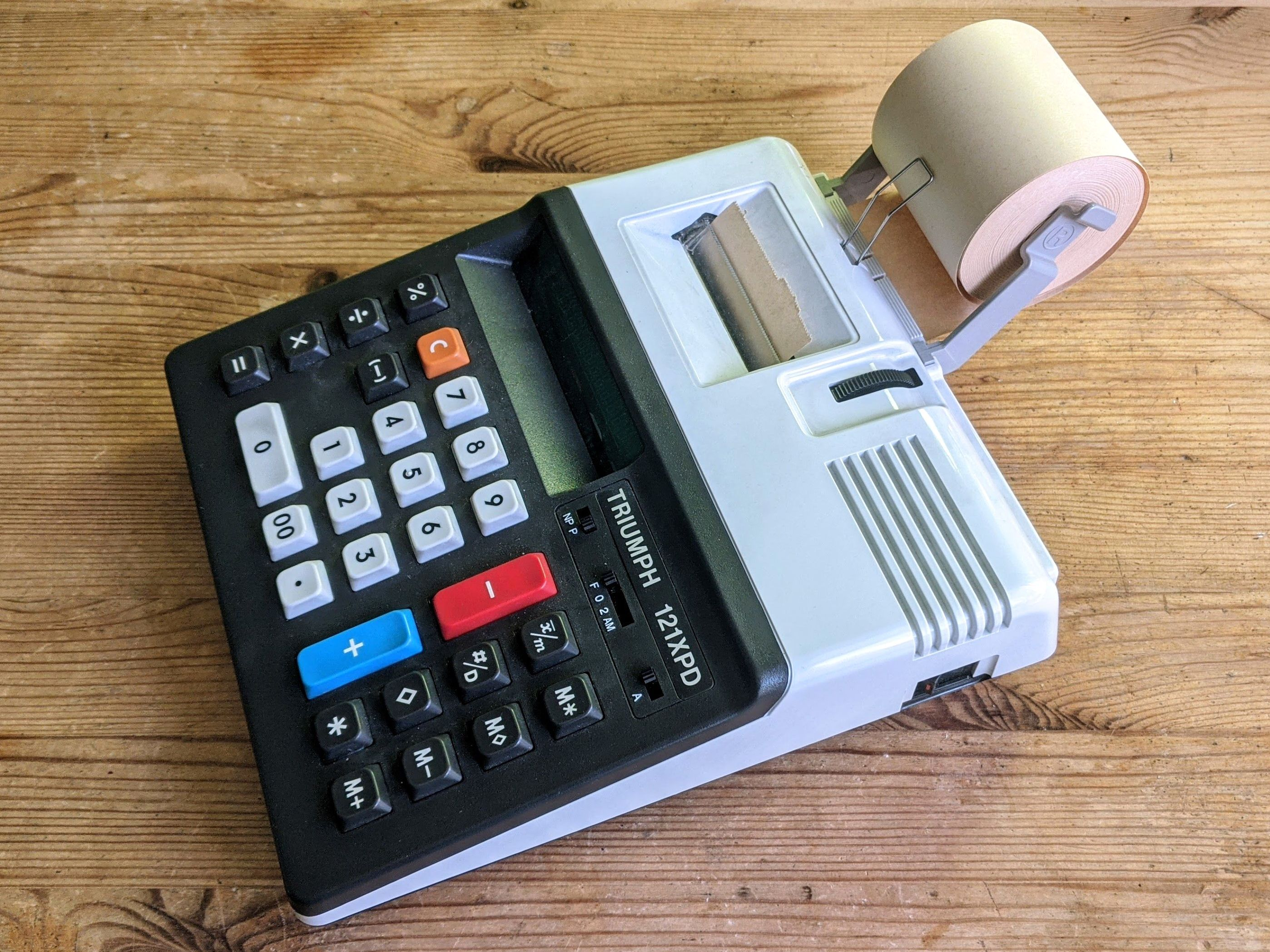
TA 121XPD

- TA 121PD (12-stellige Fluoreszenzanzeige, zweifarbiges Druckwerk, 4-Tasten-Speicher, Prozentrechnung, Postenzähler, Gewinnspannenberechnung, Vorzeichenwechsel, Doppelnulltaste, Rundungen, Festkommaschalter, MarkUp-Funktion)
- TA 121PD Plus (12-stellige Fluoreszenzanzeige (schwenkbar), zweifarbiges Druckwerk, Währungsrechner, 4-Tasten-Speicher, Prozentrechnung, Steuerberechnung, Postenzähler, Gewinnspannenberechnung, Vorzeichenwechsel, Doppelnulltaste, Rundungen, Festkommaschalter, MarkUp-Funktion)
- TA 1121PD nova/carat/euro (12-stellige Fluoreszenzanzeige)
- TA 1228PD (12-stellige Fluoreszenzanzeige)
- TA 1428PD Plus (14-stellige Fluoreszenzanzeige, schwenkbar)
- TA 1448PD Plus
- TA 4212PDL nova/carat
- TA Royal 810PD (10-stellige Fluoreszenzanzeige, Rechenregister und 4-Tasten-Speicher für voneinander unabhängige Kalkulation, Prozentrechnung, Postenzähler, Fließkomma und drei Rundungsarten, Netz- oder Batteriebetrieb)

#### Tischrechner ohne Drucker

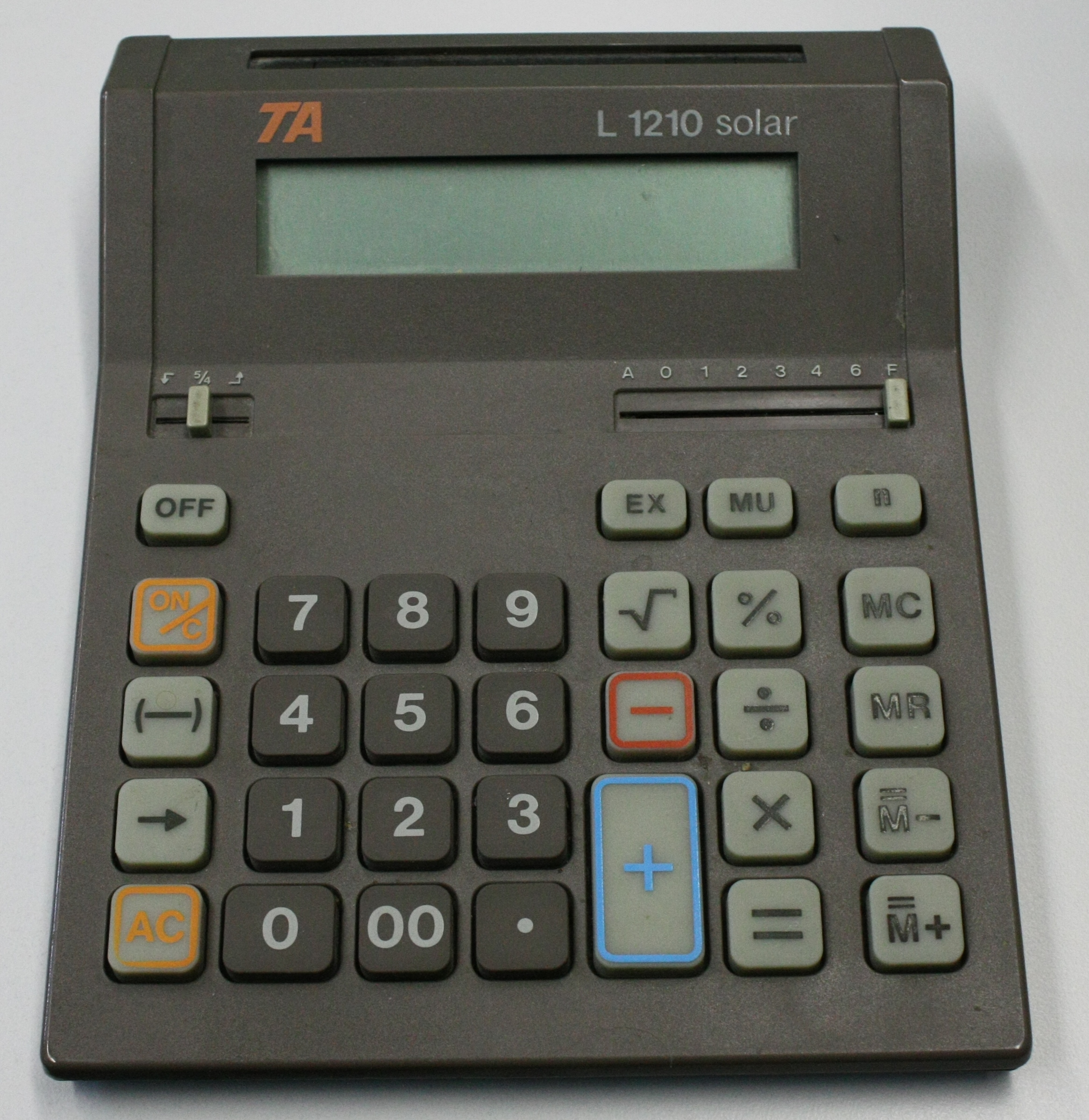
Tischrechner TA L1210 Solar mit Solarbetrieb

- TA 1200 (1970, 12-stellig (Digitronröhren), hergestellt von Omron)
- TA 1210 (wie TA 1200, jedoch mit Speicher)
- TA 1204 (1973)
- TA 1214 (wie TA 1204, jedoch mit Speicher)
- TA L1210 Solar (12-stelliges LC-Display, Quadratwurzel, 4-Tasten-Speicher, Prozentrechnung, Postenzähler, Vorzeichenwechsel, Doppelnulltaste, 5/4 Rundung, Festkommaschalter)
- TA J1210 Solar (12-stelliges LC-Display (schwenkbar), Quadratwurzel, Währungsrechner, 4-Tasten-Speicher, Prozentrechnung, Steuerberechnung, Postenzähler, Gewinnspannenberechnung, Vorzeichenwechsel, Doppelnulltaste, 5/4-Rundung, Festkommaschalter)
- TA T1210 Solar (12-stelliges LC-Display, Quadratwurzel, Währungsrechner, 4-Tasten-Speicher, Prozentrechnung, Steuerberechnung, Postenzähler, Vorzeichenwechsel, Doppelnulltaste, 5/4-Rundung, Festkomma-Schalter)